# Roberto Occhiuto
Roberto Occhiuto (n. 13 mai 1969, Cosenza, Calabria, Italia) este un politician italian.